# Karel Teige
Karel Teige (Praga, 13 dicembre 1900 – Praga, 1º ottobre 1951) è stato un artista e teorico dell'arte cecoslovacco nato nell'allora Impero austro-ungarico.
È stato tra le persone più rilevanti dell'avanguardia cecoslovacca, fondando il Devětsil, che precederà il poetismo.

## Biografia
Figlio del dr. Josef Teige (1862-1921), storico e capo dell'Archivio di Praga, vive gran parte della sua infanzia in una villa a Neveklov, dove torna durante le sue vacanze. Dopo aver frequentato la scuola elementare, conclude i suoi studi privatamente tra il 1907 e il 1911. Dal 1911, frequenta il liceo praghese e tra i suoi compagni ci sono Vladislav Vančura, Adolf Hoffmeister e Alois Wachsman. Dopo aver preso il diploma nel 1919, ha iniziato a studiare storia dell'arte presso la facoltà delle Arti all'università Carolina di Praga, conseguendo la laurea nel 1923. In seguito, tenta senza successo di ottenere un dottorato. Nel 1920, cofonda assieme al premio Nobel Jaroslav Seifert e al poeta Vítězslav Nezval, il gruppo Devětsil, dove si dedica alla teoria dell'arte e promuove l'arte proletaria, divenendo una delle figure più importanti del gruppo di artisti. La situazione nel Devětsil presto cambia (1924) e Teige contribuisce alla nascita del poetismo, che promuove tramite manifesti del Devětsil.
Nel periodo 1927-1930 ha curato ReD (Revue Devětsilu) e ha lavorato come creativo ufficiale del Času (Tempo, 1919-21), Ruchu (Turismo, 1919), Práva lidu (Diritti del popolo, 1919-22), Kmene (Sforzo, 1919), Lidových novin (Giornale del popolo, 1919), Června (Giugno, 1921) e Československých novin (Giornale cecoslovacco, 1922). Partecipa inoltre, alla creazione del Teatro liberato di Praga.
Nel biennio 1929-1930 ha insegnato come professore associato di sociologia ed estetica dell'architettura presso la Scuola delle Arti della famosa Bauhaus a Dessau. Nello stesso periodo, partecipa alla fondazione del Fronte di Sinistra. Nel 1934 entra a far parte del gruppo surrealista cecoslovacco. Durante tutta la sua vita si è dedicato alla tipografia, curando diversi libri e pubblicazioni occasionali. Ha pubblicato i propri saggi su diverse riviste, tra le quali anche ReD.
Muore il primo ottobre 1951 a Praga.

## Opere

### Studi
- Stavba a báseň
- Svět, který se směje
- Svět, který voní
- Jarmark umění
- Surrealismus proti proudu – (1938) in questo studio descrive gli stalinisti cechi.

### Lavoro scientifico
- Vědecké práce
- Soudobá mezinárodní architektura
- Moderní architektura v Československu
- Moderní fotografie v Československu
- Nejmenší byt
- Vývojové proměny v umění
- Vývoj sovětské architektury
- Sociologie architektury